# Colutea orientalis
Colutea orientalis är en ärtväxtart som beskrevs av Philip Miller. Colutea orientalis ingår i släktet blåsärter, och familjen ärtväxter. Inga underarter finns listade i Catalogue of Life.

## Bildgalleri

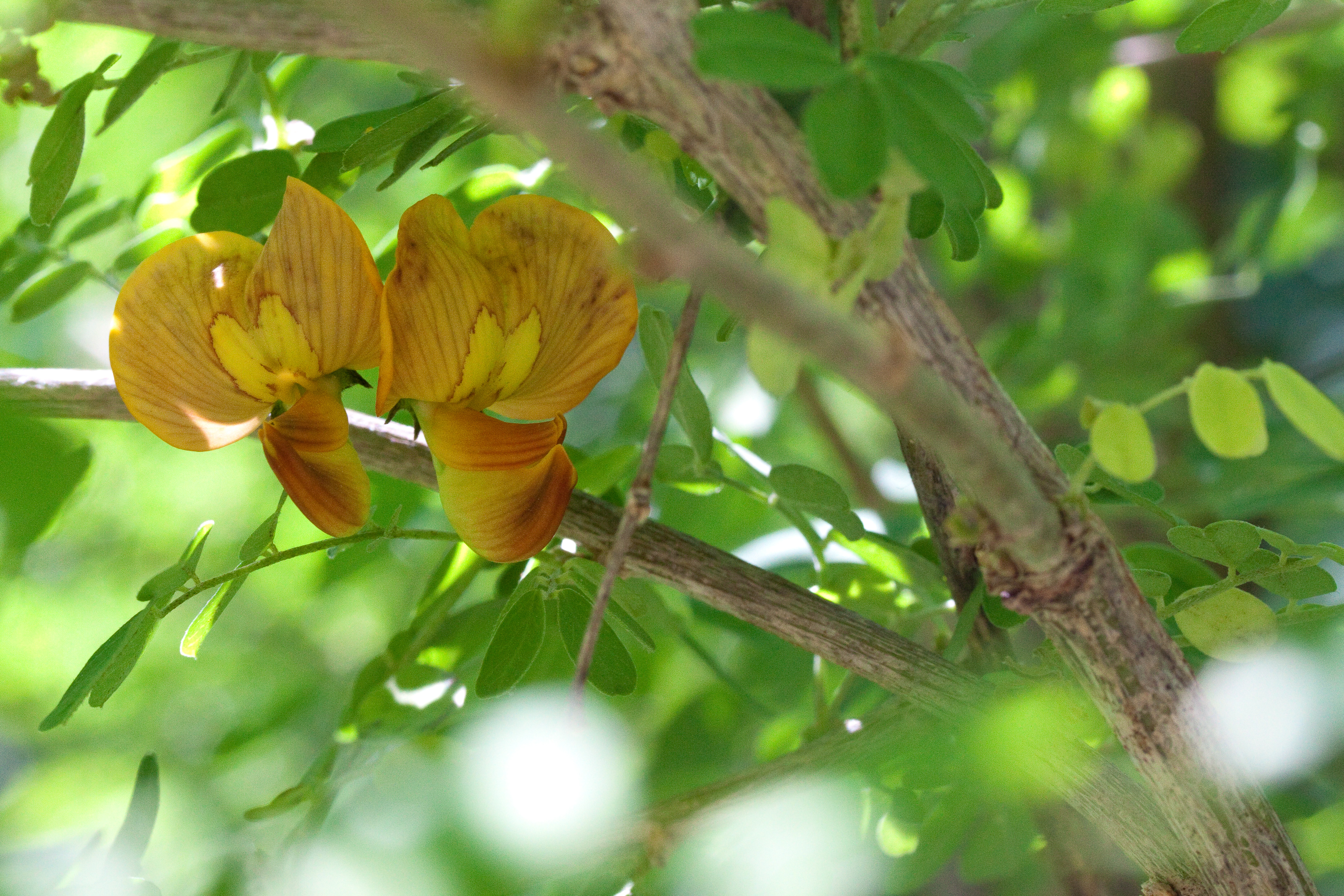
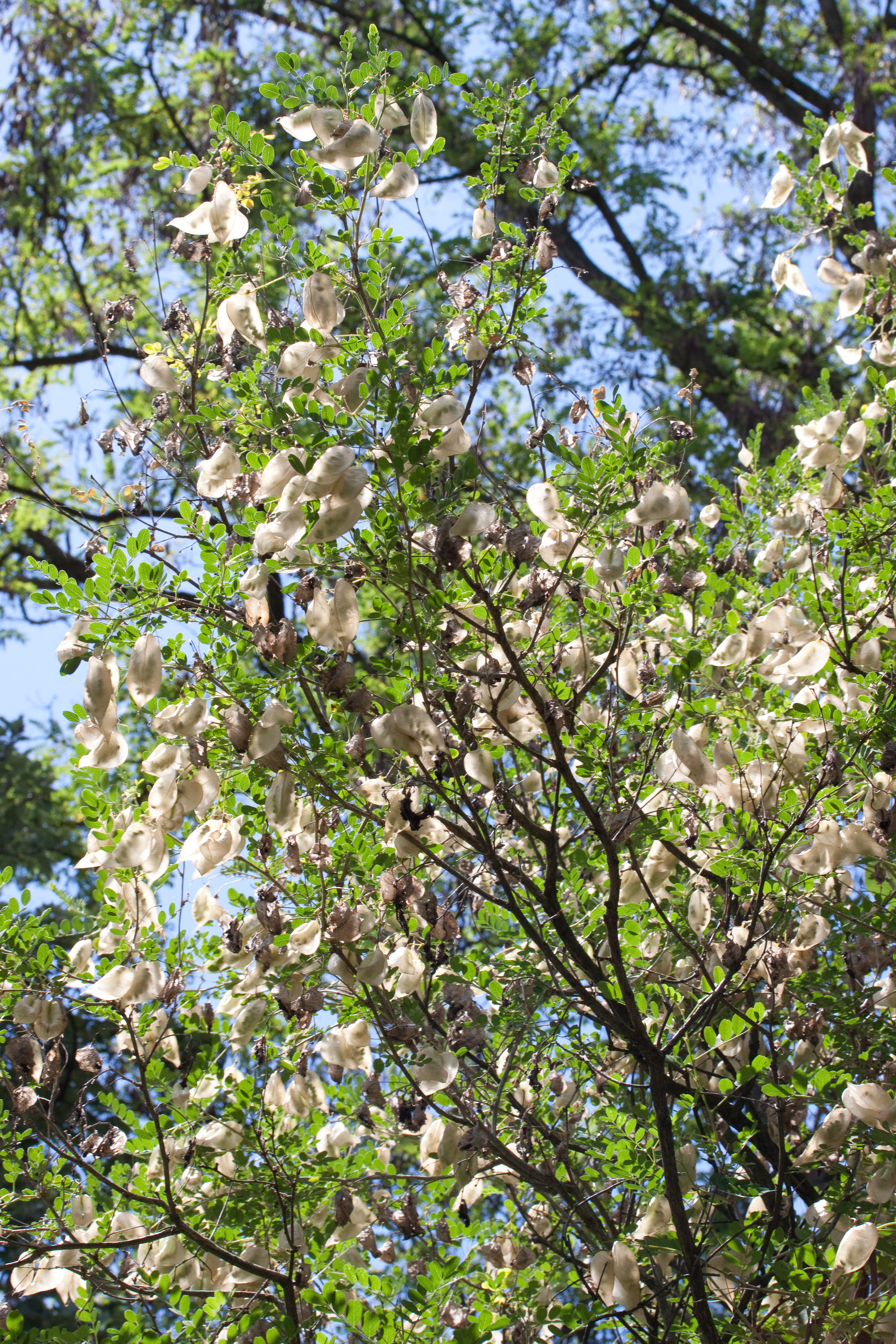
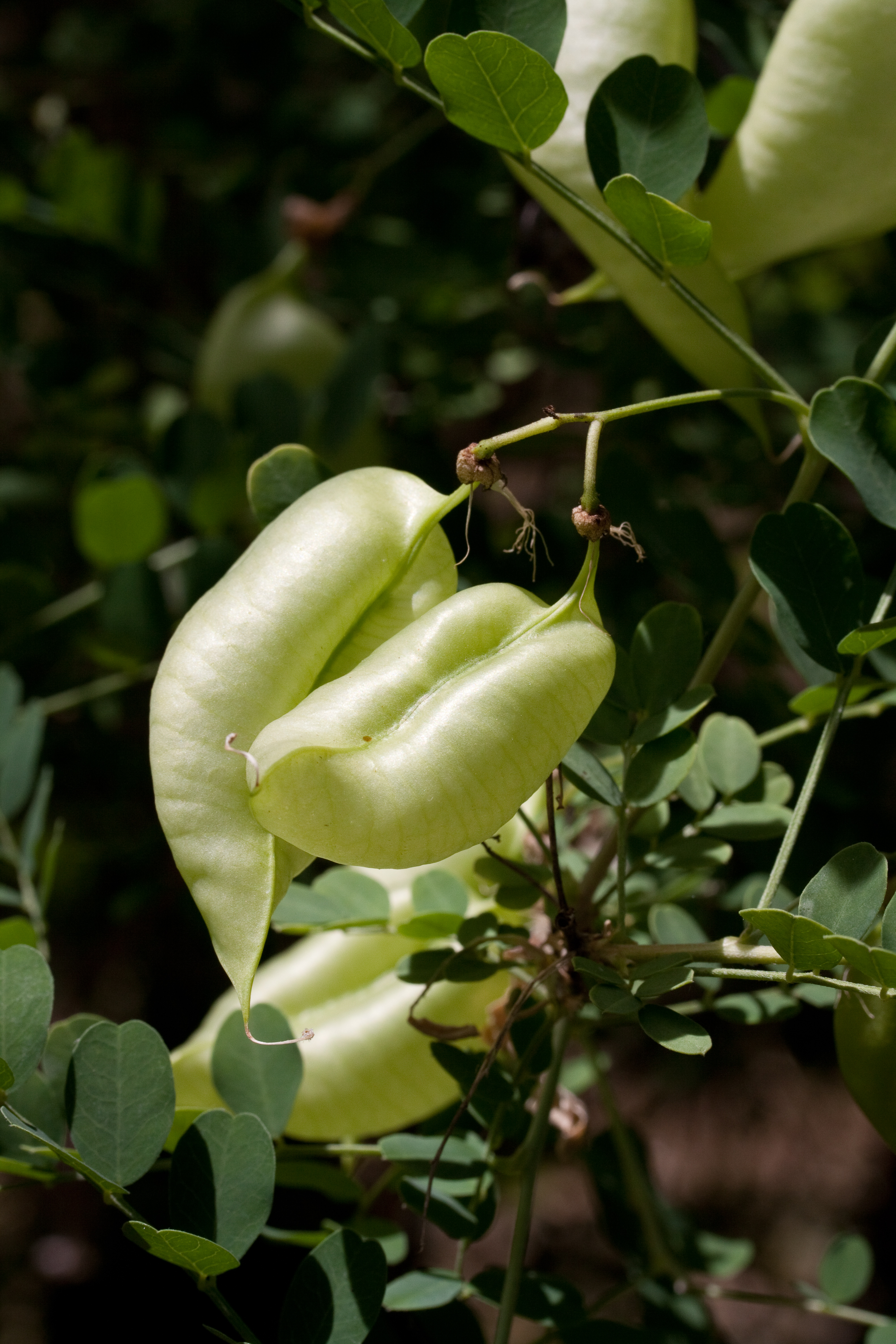
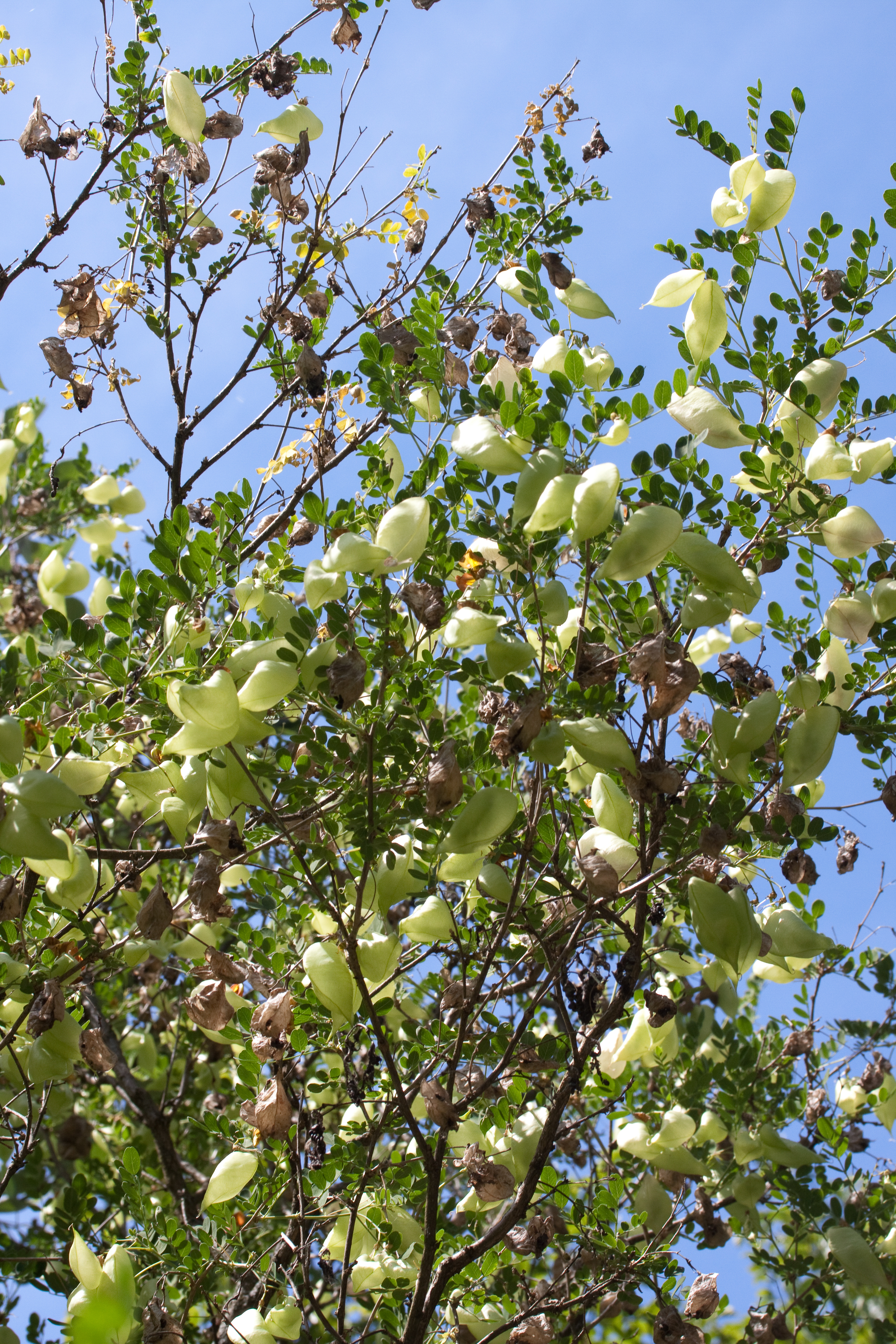
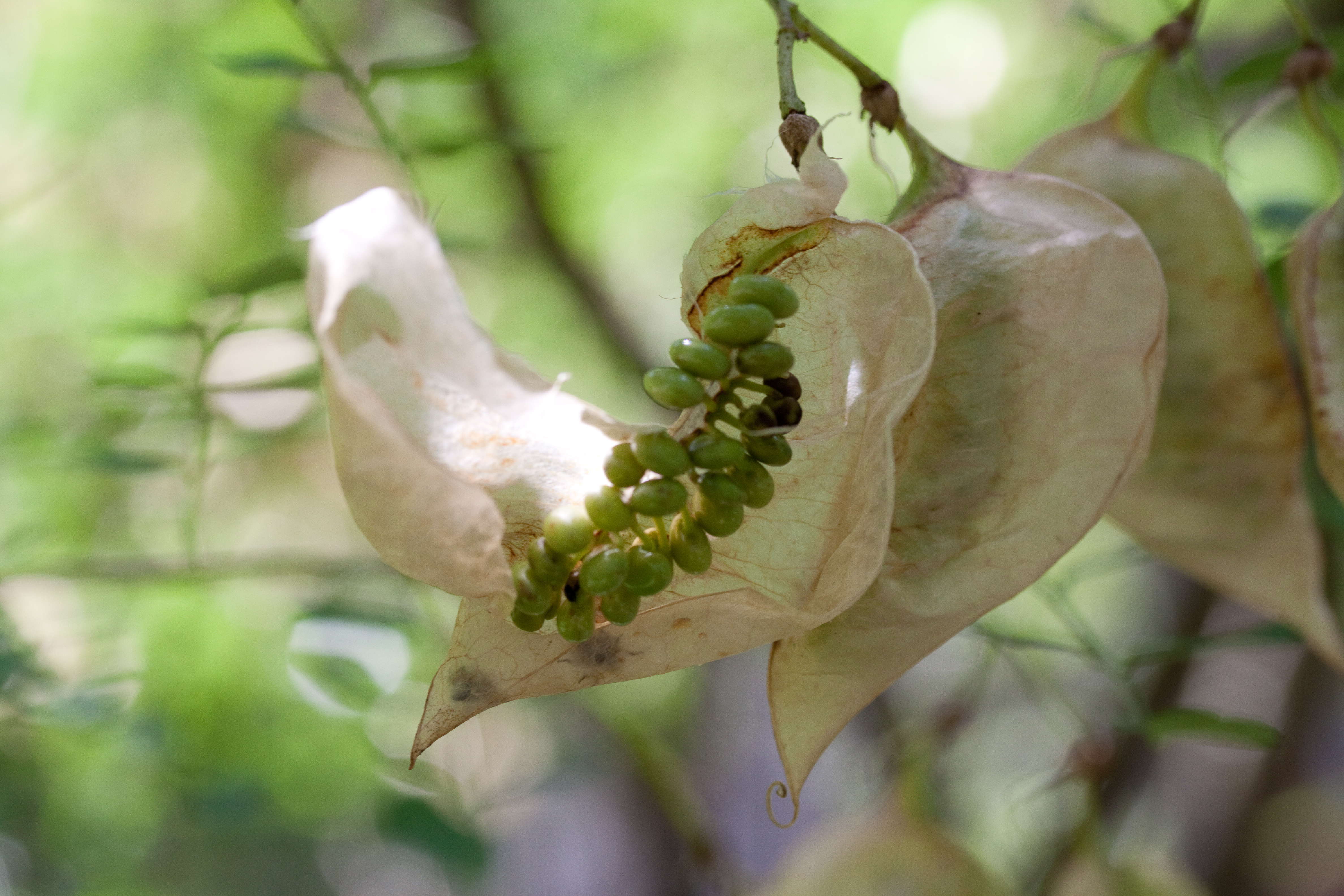